# Reacție fizică
Reacția fizică sau transformarea fizică este o transformare ce afectează forma unei substanțe chimice, dar nu și compoziția.
Aceasta duce la schimbări de  mărime, formă, textură și, uneori, culoare. Schimbările stării de agregare și cele alotrope, evaporarea, magnetizarea și unele amestecări ale substanțelor sunt reacții fizice, iar orice deformare, plastică sau elastică, este considerată reacție fizică.
Unele reacții fizice sunt reversible, dar altele nu. De obicei, reversibilitatea indică o reacție fizică, iar ireversibilitatea poate fi un indicator al faptului că au apărut și reacții chimice, care au creat substanțe noi, cu o excepție specială la deformările plastice, care sunt ireversibile , doar efectul lor putând fi anulat prin reorganizări ale materiei, un exemplu fiind sudarea metalului.
Reacțiile fizice sunt folosite să separe amestecuri în compușii chimici, dar de obicei nu pot fi folosite pentru separarea compușilor în elemente chimice sau în compuși mai simpli.